# تایلر کلمنتی
تایلر کلمنتی (به انگلیسی: Tyler Clementi) یک دانشجوی هجده‌ساله دانشگاه راتگرز در نیوجرسی بود که از پل جورج واشنگتن ۲۲ سپتامبر ۲۰۱۰ به پایین پرید و خودکشی کرد. هم‌اتاقی‌های وی با نصب یک وب‌بین بدون اینکه تایلر بداند متوجه شده‌اند که وی همجنس‌گراست (تایلر مردی را بوسیده بود).راوی (هم‌اتاقی وی) این موضوع را با تویت کردن علنی کرده بودو تایلر به این خاطر خودکشی کرد. راوی به علت نقض حریم شخصی بازداشت شده‌است.